# Herbert John Webber
Herbert John Webber (Lawton, 27 de diciembre de 1865 - Riverside18 de enero de 1946) fue un botánico, micólogo, y profesor estadounidense. Realizó extensas expediciones botánicas por Ecuador, México, EE. UU., Papua Nueva Guinea.

## Biografía
Era aborigen de Lawton (Míchigan), único hijo de John Milton Webber y de Rebecca Ann Bradt. En 1867, la familia se mudó al oeste, a Marshalltown (Iowa), donde permanecerían los siguientes quince años antes de pasar a Lincoln (Nebraska) en 1883. El 8 de septiembre de 1890 se casó con Lucene Anna Hardin. La pareja tuvo cuatro hijos.

### Educación
Webber fue a la Escuela Willow Hill, y luego al Albion Seminary para su educación primaria. Obtuvo su bachillerato en ciencias en 1889, y en 1890 su M.Sc. por la Universidad de Nebraska. Y en 1900, su Ph.D. por la Universidad Washington en San Luis.

### Vida profesional
A comienzos de 1892, trabajó para el USDA, donde investigó enfermedades de naranjas en Florida y de 1889 a 1907 estuvo a cargo del Dto. de Mejoramiento Vegetal. En 1898, representó al USDA en Londres en la Conferencia Internacional de Hibridación.
En 1907, considerado luego el "más notable mejorador vegetal y botánico en el USDA," fue contratado por Liberty Hyde Bailey, decano de la Facultad de Agricultura y Ciencias de la Vida, Universidad Cornell, para ser profesor de biología vegetal experimental y director del Dto. de Educación en Mejoramiento Vegetal. Bailey a menudo dejaba a Webber a cargo de la universidad mientras Bailey participaba en conferencias lejos de Ithaca antes de nombrar a Webber como decano en 1910. Mientras, en Cornell, Webber hacía investigación biológica subrayado con especial énfasis en genética y mejoramiento. Fue mejorador en el desarrollo de varios cultivares incluyendo Cornell 1777 pasto Timothy, trigo de invierno Honor, avena Cornell Welcome Spring, maíces dentados Weber Temprano OP, Cornell 11 y 12, En 1912, se fue a la Universidad de California para ser director de la Estación Experiment de Citrus, decano de la "Escuela Superior de Agricultura Tropical", y profesor de mejora vegetal. Webber, en 1913, fue uno de los defensores en mantener la estación en Riverside en lugar de relocalizarla en las instalaciones del valle de San Fernando. Con Walter Tennyson Swingle crearon citranges, un cítrico resistente, por hibridación.
En 1915, se unió a la Sociedad California Avocado Society, sirviendo como director en dos ocasiones y presidente una vez. Durante 1920, tomó un año sabático de la Universidad de California para servir como gerente general de la Empresa de Semillas Pedigreed, con sede en Carolina del Sur, sólo para volver a la Estación de Experimentación de Cítricos al año siguiente. Se retiró como director de la Estación de Experimentación en 1929 y se retiró de la enseñanza en 1936. En 1939, con Leon Dexter Batchelor descubrieron un cultivar de naranja, Olinda Valencia, en el sur de California.

## Algunas publicaciones
Escribió 263 publicaciones. Colaboradó y trabajó en el consejo de redacción de The Citrus Industry. El texto ha sido llamado la “biblia de los criadores de citrus.”
- Some facts concerning the New York State College of Agriculture at Cornell University. Presented to a hearing of legislative committees. Albany, New York. 5 de abril de 1910  – via Archive.org.
- The effect of research in genetics on the art of breeding. 1912  – via Archive.org.

## Honores

### Membresías
- fundante del Los Angeles Farm Bureau.[11]
- American Association for the Advancement of Science
- American Botanical Society
- American Society of Naturalists
- Society of Horticultural Science
- American Genetic Association
- Ecological Society of America

sociedades académicas
- Sigma Xi, Alpha Zeta, Kappa Delta Rho.[1]
- La abreviatura «Webber» se emplea para indicar a Herbert John Webber como autoridad en la descripción y clasificación científica de los vegetales.[14]